# Hugo Lahtinen
Hugo Jalmari Lahtinen (Tampere, 29 de novembro de 1891 – Tampere, 29 de dezembro de 1977) foi um atleta finlandês que participou dos Jogos Olímpicos de Verão de 1920, em Antuérpia. Conquistou uma medalha de bronze na prova de pentatlo.